# Władysław Moes
Władysław Moes (Wierbka, 17 novembre 1900 – Varsavia, 17 dicembre 1986) è stato un nobile polacco, a cui si ispirò probabilmente lo scrittore tedesco Thomas Mann per il personaggio di "Tadzio" nel suo romanzo La morte a Venezia del 1912.

## Biografia
Władysław Moes nacque nel Palazzo Moes nei pressi di Wierbka, nel Sud della Polonia. Era il quinto dei sei figli del barone Alexander Julius Moes (1856-1928), un grande proprietario terriero, di fabbriche e benefattore, e di sua moglie la contessa Janina Miączyńska (1868-1946); era anche il nipote di Christian August Moes (1810-1872), un importante industriale polacco di origini olandesi.
Nel mese di maggio del 1911 trascorse un periodo di vacanza al Lido di Venezia, nel Grand Hotel des Bains. La sua presenza attirò presto l'attenzione dello scrittore tedesco Thomas Mann, che lo utilizzò come ispirazione per la genesi del fittizio personaggio di Tadzio, co-protagonista del suo romanzo La morte a Venezia, pubblicato nel 1912. Oggetto della passione pederasta di uno scrittore di mezza età, viene immortalato nella figura del giovinetto bellissimo e irraggiungibile, facendolo assurgere a simbolo della bellezza maschile, canone assoluto ripreso dalla letteratura rifacentesi al decadentismo rintracciabile già ne Il ritratto di Dorian Gray (1890) di Oscar Wilde.
Nel 1920 prese parte come volontario alla guerra sovietico-polacca. In seguito diresse, proseguì e ampliò l'attività e i beni ereditati dal padre. Nel 1935 sposò una nobildonna, Anna Belina-Brzozowska (1911-1978) dalla quale ebbe due figli, Alexander (1936-1955) e Maria (1946). Nel 1939, dopo l'invasione tedesca della Polonia, venne arrestato e quindi inviato a Oflag dove trascorse quasi sei anni come prigioniero di guerra. Più tardi, con l'istituzione del regime comunista in Polonia venne privato di tutte le proprietà, nonché dei titoli nobiliari: fu così costretto a guadagnarsi da vivere principalmente come traduttore presso l'ambasciata iraniana.

Nel 1964 rilasciò un'intervista al traduttore polacco delle opere di Thomas Mann, Andrzej Dołegowski; nell'intervista, pubblicata nella rivista tedesca Twen rivelò che egli stesso fu l'ispirazione del personaggio di Tadzio: "Io sono quel ragazzo! Sì, anche allora a Venezia sono stato chiamato Adzio o talvolta Władzio ... Nella storia ho trovato tutto quello che ha descritto esattamente, anche i miei vestiti, il mio comportamento - buono o cattivo - gli scambi di battute e i giochi sulla sabbia con il mio amico". Durante gli ultimi anni della sua vita egli soggiornò spesso con la figlia in Francia. Morì a Varsavia e fu sepolto nel cimitero di Pilica nella tomba di famiglia. Suo nipote Jerzy Moes è stato un attore cinematografico e televisivo.

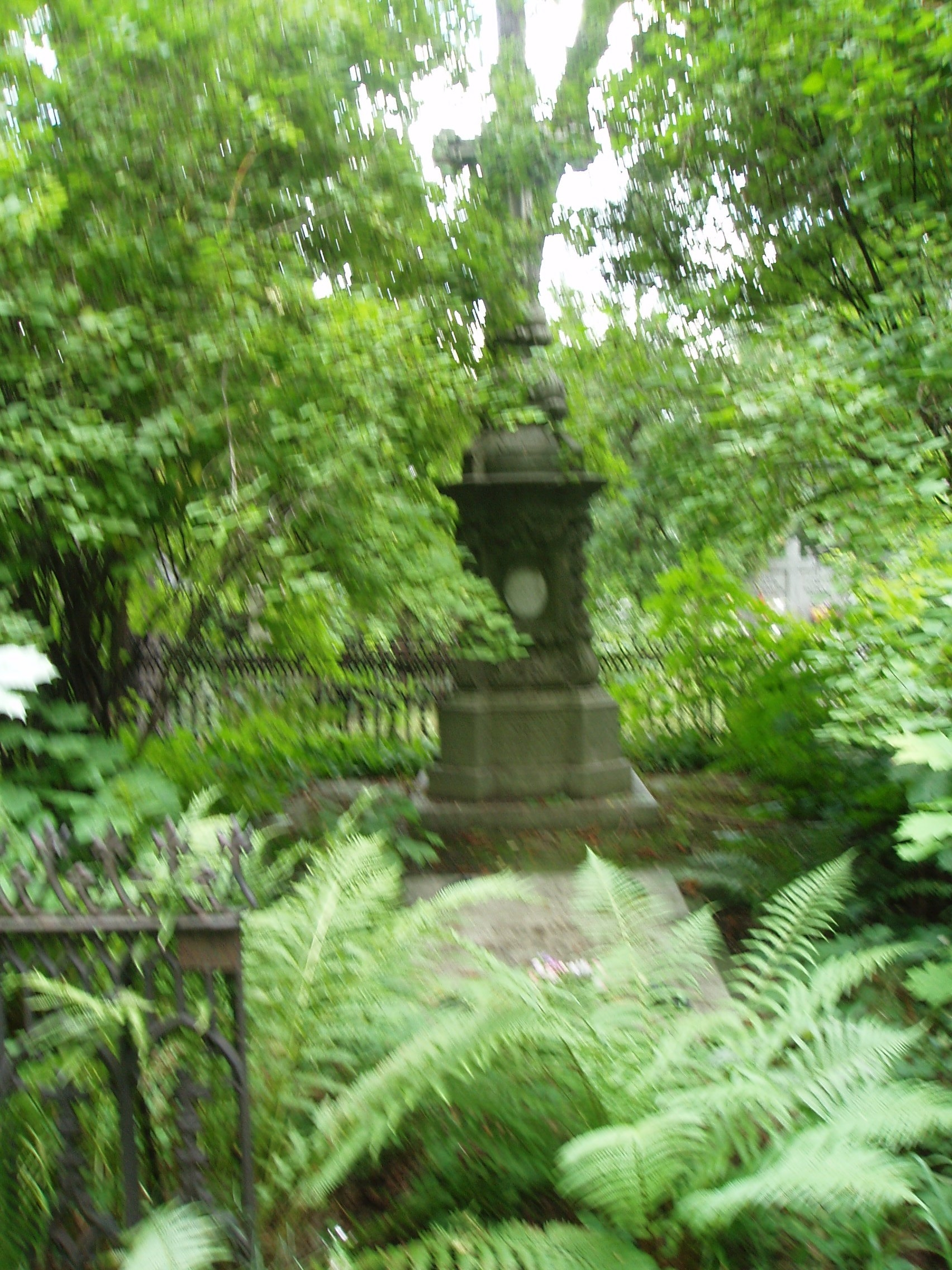
La tomba della famiglia Moes a Varsavia